# Jan Natanson-Leski
Jan Natanson-Leski (ur. 17 listopada 1883 w Warszawie, zm. 27 grudnia 1969 w Krakowie) – polski geograf i historyk.

## Życiorys
Był wnukiem Henryka Natansona oraz synem Kazimierza Natansona. Studiował nauki przyrodnicze w Bernie, we Wrocławiu oraz w Krakowie. Uzyskał tytuł inżyniera rolnika. W okresie II Rzeczypospolitej do 1939 był zatrudniony w szkołach w Warszawie i w bibliotece Polskiego Towarzystwa Geograficznego. W 1945 uzyskał tytuł doktora filozofii na Uniwersytecie Jagiellońskim. Zajmował się archiwistyką, kartografią i geografią historyczną i w tej dziedzinie został docentem. W 1954 został zwolniony z pracy, w 1956 powrócił na uczelnię. W 1957 mianowany profesorem nadzwyczajnym przy Katedrze Archiwistyki i Nauk Pomocniczych Historii Wydziału Filozoficzno-Historycznego UJ. Został współpracownikiem Komisji Historycznej oraz Komisji Atlasu Historycznego Polski Polskiej Akademii Umiejętności. Był autorem atlasów szkolnych oraz map historycznych. Został pochowany na Cmentarzu Salwatorskim w Krakowie (kwatera SC6-10-28).

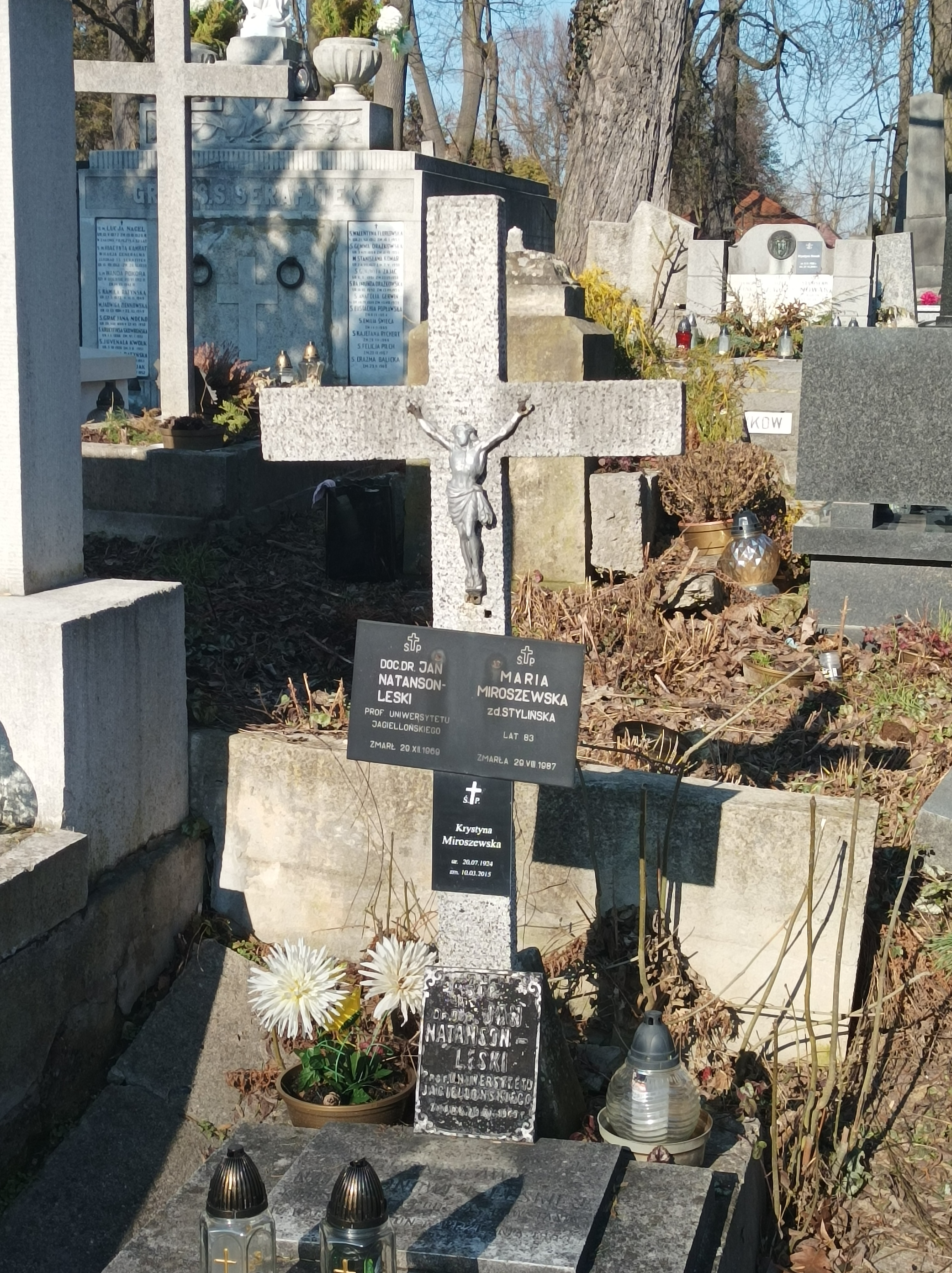
Grób prof. Jana Natansona-Leskiego na cmentarzu Salwatorskim

## Publikacje
- Dzieje granicy wschodniej Rzeczypospolitej. Cz. 1, Granica moskiewska w epoce jagiellońskiej (1922)
- Atlas szkolny do dziejów średniowiecza (1928)
- Italja za Rzeczypospolitej. Podziałka 1:4 000 000 (1929)
- Epoka Stefana Batorego w dziejach granicy wschodniej Rzeczypospolitej (1930)
- Atlas historyczny szkolny. Dzieje Polski nowożytnej (1931)
- Szkolny atlas historyczny. Cz. 1: Dzieje starożytne (1932)
- Atlas historyczny szkolny. Dzieje Europy nowożytnej (1934)
- Zarys granic i podziałów Polski najstarszej. Mapa do pracy (1952)
- Rozwój terytorialny Polski – tom 1 (1964)